# Autóút M25
Autóút M25 ist eine Schnellstraße im Komitat Heves in Ungarn. Die 18,5 km lange Straße im Norden des Landes bindet die von Budapest in Richtung Ukraine verlaufende Autópálya M3 an die Stadt Eger an.
Die Bauarbeiten begannen 2017. Am 7. November 2018 wurde der nördliche, vier Kilometer lange Abschnitt zwischen Andornaktálya und Eger für den Verkehr freigegeben. Gleichzeitig wurde die etwa 850 Meter lange 252-es főút eröffnet, die die M25 mit der 25-ös főút am südlichen Ortsausgang von Eger verbindet. Die Arbeiten am südlichen Abschnitt bis zum Dreieck Füzesabony wurden im Januar 2018 aufgenommen und wurden im Juli 2020 abgeschlossen. Für den nördlichen Abschnitt war ein Budget in Höhe von 7,99 Milliarden Forint, für den ersten südlichen Abschnitt 19,06 Milliarden Forint und für den zweiten südlichen Abschnitt 16,73 Milliarden Forint vorgesehen. Insgesamt betrugen die Baukosten etwa 50 Milliarden Forint (ungefähr 140 Millionen Euro).
Die Schnellstraße wurde am 20. Juli 2020 offiziell auf ihrer vollen Länge freigegeben.
Vor dem Bau der M25 war Eger von der M3 aus nur über die 25-ös főút oder die Landstraße 2501 erreichbar.

## Abschnitte
| Abschnitt                                       | Länge   | Inbetriebnahme    |
| ----------------------------------------------- | ------- | ----------------- |
| Füzesabony (Autobahndreieck M3) – Andornaktálya | 14,5 km | 20. Juli 2020     |
| Andornaktálya – Eger                            | 4,0 km  | 27. November 2018 |